# Técnica de la exposición
La técnica de exposición es el tratamiento conductual más eficaz para hacer frente a los comportamientos de evitación característicos de la ansiedad y fobias. Se basa en la exposición de la persona con fobia al estímulo temido. Teóricamente, se basa en la psicología del aprendizaje.

## Historia
Debido a las deficiencias de los modelos de comportamiento en la práctica clínica, se suele utilizar el modelo de "estímulos-respuestas evocadas de Carnwath y Miller (1986)para explicar el paradigma de la exposición:
1)Estímulos evocadores: es un evento que provoca o suscita una respuesta, ya sea emocional, cognitiva o conductual, en una persona u organismo. Este tipo de estímulo tiene el poder de evocar o traer a la superficie ciertas reacciones o experiencias.
2)Respuestas evocadas: manifestaciones que aparecen tras la presencia de los estímulos evocadores (pánicos, mareos, etc.). Estas respuestas se convierten en estímulos evocadores anticipatorios capaces de provocar la aparición de respuestas evocadas.

## Procedimiento
La clave del tratamiento de la exposición es impedir que la evitación o escape se convierta en señal de seguridad, más que impedir el escapa en sí mismo. La exposición interrumpe la cadena de comportamientos de evitación y permite hacer frente a los síntomas psicofisiológicos y cognitivos de la ansiedad.
El éxito de la exposición depende del autocontrol ,por parte del paciente, de la ansiedad en la situación mediante la práctica regular de la exposición a distintas tareas o situaciones y con un grado de dificultad creciente.
Se pueden distinguir cuatro fases:
1-Explicación de la técnica al paciente.
2-Planificación de la exposición en vivo.
3-Realización de las tareas prescritas.
4-Registro del desarrollo de las tareas.

## Mecanismos que explican la mejora de las fobias a partir de la exposición
1)Habituación: a partir de la exposición continua a la ansiedad se experimenta cada vez niveles menores.
2)Extinción: se deja de reforzar la evitación.
3)Cambio de expectativas: el sujeto hace una atribución de que "es capaz de afrontar la situación temida".